# Only Connect
Only Connect je britská televizní soutěžní hra moderovaná Victorií Coren Mitchellovou.
Zprvu se vysílala na BBC Four, a to mezi 15. zářím 2008 a 7. červencem 2014, potom bylo vysílání přesunuto na BBC Two, kde je hra vysílána od 1. září 2014.
Hlavním úkolem všech kol je, aby týmy našly co nejvíce zdánlivě nesouvisících stop.

## Název
Název "Only connect" byl převzat z anglické verze novely Rodinné sídlo (Howards End) autora E. M. Forstera z roku 1910.

## Formát
Soutěž Only Connect je záměrně obtížná. Týmy si musí zvolit název, který odráží jejich speciální zájmy nebo koníčky.
Moderátorka Coren-Mitchellová prezentuje v soutěži svůj velmi suchý a sarkastický humor, který občasně zahrnuje jemné zesměšňování sebe sama, soutěžících, diváků či produkčního týmu soutěže nebo jiných populárních soutěží.
V každém díle se objevují proti sobě tříčlenná družstva. Ta projdou čtyřmi koly hry. V prvních třech řadách se vyskytovala v prvních až třetích kolech řecká písmena, od čtvrté řady se místo nich vyskytují staroegyptské hieroglyfy.

### První kolo: Spojitosti
Jednotlivé týmy si postupně volí jednotlivé hieroglyfy, za které dostanou stopu (slovo, frázi, obrázek či zvukovou stopu), týmy mohou povelem „Další!“ odkrýt až čtyři stopy. Každý tým má na danou skupinku stop 40 vteřin, během kterých mají kdykoliv možnost stisknout jejich bzučák a říci, jakou našli spojitost mezi všemi stopami.
Pokud tým uhodne správnou spojitost již na první stopě, získává 5 bodů, za dvě odkryté stopy získá 3 body, tři odkryté stopy přináší 2 body a za všechny odkryté stopy získá tým 1 bod. Pokud tým odkryje dvě a více stopy, spojitosti zpravidla nehádá ale hledá.
Pokud týmu dojde přiřazený čas nebo nalezne či uhodne špatnou spojitost mezi stopami, protějšímu týmu budou odkryty i zbývající stopy a pokud protější tým nyní uhodne spojitost, dostane příslušné body spolu s jedním bonusovým.
Jeden ze šesti hieroglyfů skrývá stopy v podobně zvukových nahrávek, tyto stopy jsou obecně brány za nejtěžší na uhodnutí spojitostí.

### Druhé kolo: Posloupnosti
Stejně jako v prvním kole si týmy postupně volí hieroglyfy, za které dostanou první stopu. Nyní ovšem může tým odkrýt jen tři stopy a hádá, co se skrývá za čtvrtou stopou v posloupnosti. Stejně jako v prvním kole může tým odkrýt stopy v podobě obrázků.
Od desáté řady se v tomto kole mohou vyskytnout tři stopy v podobě zvukové nahrávky a tým musí uhodnout název čtvrté nahrávky.
Pokud jako v prvním kole bude tým neúspěšný, opět je dána možnost odpovědi protějšímu týmu.
Příklad posloupnosti může být:
ZPĚT, DÁL, VYJMOUT, odpověď zde bude KOPÍROVAT (jedná se o počítačové editační příkazy seřazené v pořadí, jak po sobě jdou písmena na klávesnici QWERTY, jejichž stiskem spolu s klávesou CTRL vyvolá uživatel daný příkaz (CTRL+Z, CTRL+Y, CTRL+X, CTRL+C))

### Třetí kolo: Zeď spojitostí
Každý tým obdrží stěnu o šestnácti stopách náhodně seřazených do čtyř sloupců a čtyř řádků.
Týmy obdrží jeden bod za nalezenou skupinu stop se stejnou spojitostí. Týmy hrají nyní 2 minuty a 30 vteřin a stopy, které tým vyhodnotí, že patří k sobě, odklikávají na dotykovém panelu, před kterým stojí.
Na přiřazení stop do prvních dvou řad mají soutěžící neomezený počet pokusů, jakmile začnou přiřazovat stopy třetí řady k sobě, mají jen tři pokusy. Když tým selže (dojde jim čas nebo nedoplní všechny řady), stopy se seřadí do správných skupinek sami.
Potom, co jsou jednotlivé stopy přiřazeny do správných skupinek (ať je přiřadí soutěžící nebo jsou seřazeny počítačem), mají soutěžící možnost říci, jakou vidí spojitost mezi stopami v jednotlivých skupinkách. Za každou správnou spojitost získá tým jeden bod. Pokud tým přiřadí správně stopy do všech čtyř řad a u všech naleznou správnou spojitost, získají další dva body.
Ve výsledku v tomto kole může jeden tým obdržet až 10 bodů.
První tým má privilégium zvolit si jeden ze dvou hieroglyfů (dříve si tým volil písmeno Alfa či písmeno Beta), za který dostanou jednu ze dvou zdí, další tým okamžitě obdrží zeď patřící k nezvolenému hieroglyfu (dřív písmenu).

### Čtvrté kolo: Chybějící samohlásky
V posledním kole jsou pokládány série slov či frází bez samohlásek. Každá čtveřice slov či frází patří do jiné kategorie a navíc byly mezery mezi slovy náhodně přeházeny. Nyní jde spíše o rychlost a bystrost než o znalosti. První tým, který stiskne bzučák a doplní do slov samohlásky a mezery vrátí do původních pozic získává jeden bod.
Zpočátku nebylo v tomto kole žádného trestu, který by čekal na nesprávnou odpověď, ovšem od čtvrtfinále 1. řady soutěže je odebrán vždy jeden bod týmu, který odpoví špatně. Pokud navíc neřekne tým správnou odpověď (stačí i vynechat či prohodit písmeno) či neodpoví rychle, protější tým dostane možnost nahrát si bonusový bod správnou odpovědí.
Toto kolo je nejdelší, může trvat až tři minuty. Většinou však kolo ukončuje znělka končící celou soutěž, zatím se ale nestalo, že by znělka zazněla v jiném kole.
Pokud na konci hry mají oba týmy stejný počet bodů, je položena kapitánům jednotlivých týmů další skupinka souhlásek ze čtvrtého kola. Pokud nyní jeden z kapitánů zabzučí bzučákem a odpoví správně, jeho tým vyhrává, pokud ale odpoví špatně či neodpoví vůbec, okamžitě vyhrává protější tým.